# Marok Tua
Marok Tua is een bestuurslaag in het regentschap Lingga van de provincie Riau-archipel, Indonesië. Marok Tua telt 1761 inwoners (volkstelling 2010).